# 顧璘
顧璘（1476年—1545年），字華玉，號東橋，直隸蘇州府吳縣（今江蘇省蘇州市）人，应天府上元县（在今江苏省南京市）匠籍。明朝政治人物，弘治丙辰進士，嘉靖朝官至南京刑部尚書。

## 生平
生於明憲宗成化十二年（1476年），祖籍蘇州吳縣，高祖顧通在洪武年間由蘇州遷上元。少有才名，與同里陳沂、王韋並稱“金陵三俊”，又與寶應的朱應登稱為四大家，亦是十才子之一。
弘治八年（1495年），顧璘以附學生易經中式弘治八年（1495年）乙卯科應天府鄉試第十四名舉人。弘治九年（1496年），聯捷丙辰科進士。弘治十二年（1499年）授直隸廣平縣知縣，十五年徵入为南京吏部验封司主事，进稽勲司郎中，正德四年（1509年）知開封府，與鎮守太監廖堂、王宏忤不和，正德八年（1513年）被逮下錦衣獄，謫全州知州。秩滿，十一年（1516年）遷浙江台州府知府，升浙江布政司左参政。
嘉靖改元，奉表入贺，半道升山西按察使，以親老辞，不允，尋以病免。嘉靖七年（1528年）起为江西按察使，未上任，升浙江右布政使，轉左布政，九年召为都察院右副都御史、巡抚山西，上疏乞终养，忤旨，以布政使致仕。十六年（1537年）再起为都察院右副都御史、巡抚湖广，兼赞理军务，十八年升刑部右侍郎，不久遷吏部右侍郎，又改工部左侍郎，督修明顯陵，進工部尚書，工程竣工，改南京刑部尚書。晚年致仕歸里，築息园，大治亭舍，好賓客，座無虛席。世稱東橋先生。钱谦益称之：“处承平全盛之世，享园林钟鼓之乐，江左风流，迄今犹称为领袖也。”卒於嘉靖二十四年（1545年），年七十。

## 著作
著有《顧華玉集》、《浮湘集》、《息園詩文稿》、《國寶新編》、《憑幾集》、《緩慟集》、《近言》等书。

## 家族
曾祖顾海。祖父顾誠。父顾纹，號愚逸，初封承德郎南京吏部主事，加赠資善大夫南京刑部尚書。母杨氏，贈夫人。從弟顾瑮，字英玉，进士，官按察司副使。

## 延伸阅读
[在维基数据编辑]
 在维基文库阅读此作者作品
 《國朝獻徵錄·卷之四十八》，出自焦竑《國朝獻徵錄》
 《明史卷二百八十六》，出自《明史》

## 外部連結
- 南京更正明代顾璘墓 专家建议普查论证后重立碑 （页面存档备份，存于）

| 官衔          | 官衔                                                      | 官衔        |
| ------------- | --------------------------------------------------------- | ----------- |
| 前任： 李光翰 | 明朝浙江台州府知府 正德十一年－嘉靖元年（1516年－1522年） | 繼任： 羅僑 |